# BSt Bauart 1926
1926 bestellte die Berliner Straßenbahn-Betriebsgesellschaft eine Serie von 50 Mitteleinstiegbeiwagen, die zwischen 1928 und 1930 ausgeliefert wurden. Ab 1934 wurden diese bis dahin als Bauart 1926 geführten vierachsigen Wagen gemäß dem Typenschlüssel der Berliner Verkehrsbetriebe (BVG) als BDM 26 bezeichnet.

## Geschichte

Beiwagen 1534 an der Endhaltestelle Hohenschönhausen Gartenstadt, 1961

Nachdem die Berliner Straßenbahn-Betriebs-GmbH ihren Wagenpark an zweiachsigen Trieb- und Beiwagen mit den Bauarten 1924 und 1925 vereinheitlichte, ging sie als Nächstes dazu über, neue vierachsige Beiwagen zu beschaffen. Der bisherige Bestand solcher Wagen stammte noch aus dem Jahr 1886 und wurde beim Berliner Dampfstraßenbahn-Konsortium, der späteren Westlichen Berliner Vorortbahn, eingesetzt. 1926 bestellte die Berliner Straßenbahn zunächst 30 Beiwagen, deren Entwicklungszeit etwa zwei Jahre betrug. Nachdem der Hersteller Orenstein & Koppel zwischen Juli und November 1928 die ersten Wagen lieferte, kam es 1929 zu einer zweiten Lieferung von 20 Wagen, welche zwischen dem 10. Dezember 1929 und dem 15. Januar 1930 in Dienst gestellt wurden. Die Wagennummern liefen von 1501II bis 1550II. Die Wagen waren auf Grund ihres großen Fassungsvermögens vor allem im Berufs- und Ausflugsverkehr eingesetzt, zunächst auf der Linie 25, später vorrangig auf den Linien 5, 27 und 69. Die Stationierung erfolgte auf den Betriebshöfen Lichtenberg, Britz, Tegel und Charlottenburg. Aufgrund ihrer Größe und Masse bekamen sie vom Personal den Spitznamen Bulle.

Bw 1526 wurde 1960 zum Flachwagen G391 umgebaut, 1964 im Betriebshof Spandau

Der Beiwagen 1503 wurde in den 1930er Jahren kurzzeitig mit Kabelkupplungen für die SSW-Zweifachsteuerung versehen. Der Wagen war während dieser Zeit zwischen den mit der Zweifachsteuerung versehenen Wagen 3604 und 3605 des Umbautyps TM 31 U gekuppelt. Nach Abschluss der Versuchsfahrten wurden die Wagen wieder zurückgebaut. 1934 ersetzte die BVG die Stahlräder durch gummigefederte Radsätze.
Im Kriegsjahr 1943 wurde die Straßenbahn für den Güterverkehr herangezogen. Aufgrund ihres breiten Mitteleinstiegs und des großen Innenraums boten sich insbesondere die Beiwagen der Typen BDM 26 und BM 28/35 sowie BM 28/37 hierfür an. Die BVG rüstete die Wagen entsprechend um. Die Sitzbänke wurden entfernt und die Fensterscheiben mit Holzrosten geschützt. An den Seitenwänden wurde die Aufschrift „Stadt-Güterverkehr“ angebracht. Infolge von Schäden durch Kriegseinwirkungen mussten acht Wagen (1502, 1504, 1517, 1532, 1542, 1544, 1548 und 1550) ausgemustert werden, die übrigen Wagen wurden nach Kriegsende wieder für den Personenverkehr hergerichtet. Nach der Betriebsteilung der BVG verblieben 27 Wagen in West- und 15 in Ost-Berlin.
Die BVG-Ost baute ein Teil ihrer Wagen 1951 um. Die Stationierung erfolgte zunächst auf den Betriebshöfen Lichtenberg, Köpenick und Nalepastraße, von wo sie aus auf den Linien 63, 69, 82 und 86 eingesetzt wurden. Später waren die Wagen im Betriebshof Weißensee und anschließend im Betriebshof Niederschönhausen stationiert, der Einsatz erfolgte auf der Linie 71. Bespannt wurden sie vorrangig mit Triebwagen der Typen T 24, TD 07/25 und TDS 08/24. 1968 wurden die Wagen in das Reko-Programm mit einbezogen und in zweiachsige Einrichtungswagen des Typs BE 64 umgebaut. Bei den Wagen handelte es sich allerdings praktisch um Neubauten, da die BDM 26 als Vierachser mit innengelagerten Drehgestellen kaum für den Bau von Zweiachsern verwendbare Teile hergaben.
Die Wagen der BVG-West wurden nach 1949 nicht wesentlich verändert. Sie verkehrten vorwiegend mit den Triebwagen der Typen T 33 U und T 24. Der Wagen 1526 wurde 1960 in eine Güterlore mit der Nummer G391 umgebaut. Die im Personenverkehr verbliebenen 26 Wagen wurden bis 1966 ausgemustert und bis auf den Wagen 1525 verschrottet. Für den umgebauten Wagen 1526 wird als Ausmusterungsjahr 1969 angegeben, zwei Jahre nach Einstellung der West-Berliner Straßenbahn. Der Wagen 1525 wurde als Museumsfahrzeug erhalten und in der Fahrzeugsammlung der BVG auf dem ehemaligen Betriebshof Britz aufbewahrt. 1993 wurde er zum Betriebshof Niederschönhausen überführt und dem Denkmalpflege-Verein Nahverkehr Berlin unterstellt. Der Wagen ist gegenwärtig rollfähig und im ausstellungsfähigen Zustand von 1966.

## Aufbau
| Nr.                                                 | Ver- bleib 1 | Ausmus- terung | Bemerkungen            |        | Nr. | Ver- bleib 1 | Ausmus- terung         | Bemerkungen |
| --------------------------------------------------- | ------------ | -------------- | ---------------------- | ------ | --- | ------------ | ---------------------- | ----------- |
| 1501II                                              | W            | 1966           |                        | 1526II | W   | 1967         | 1960 in Güterlore G391 |             |
| 1502II                                              | KV           |                |                        | 1527II | O   | 1968         | Reko-Bw 2166 / 267 270 |             |
| 1503II                                              | W            | 1966           |                        | 1528II | W   | 1966         |                        |             |
| 1504II                                              | KV           |                |                        | 1529II | O   | 1968         | Reko-Bw 2167 / 267 271 |             |
| 1505II                                              | W            | 1966           |                        | 1530II | O   | 1968         | Reko-Bw 2168 / 267 272 |             |
| 1506II                                              | W            | 1966           |                        | 1531II | O   | 1968         | Reko-Bw 2169 / 267 273 |             |
| 1507II                                              | O            | 1968           | Reko-Bw 2160 / 267 264 | 1532II | KV  |              |                        |             |
| 1508II                                              | W            | 1966           |                        | 1533II | O   | 1968         | Reko-Bw 2170 / 267 274 |             |
| 1509II                                              | W            | 1966           |                        | 1534II | O   | 1968         | Reko-Bw 2171 / 267 275 |             |
| 1510II                                              | O            | 1968           | Reko-Bw 2161 / 267 265 | 1535II | O   | 1968         | Reko-Bw 2172 / 267 276 |             |
| 1511II                                              | O            | 1968           | Reko-Bw 2162 / 267 266 | 1536II | W   | 1966         |                        |             |
| 1512II                                              | O            | 1968           | Reko-Bw 2163 / 267 267 | 1537II | O   | 1968         | Reko-Bw 2173 / 267 277 |             |
| 1513II                                              | O            | 1968           | Reko-Bw 2164 / 267 268 | 1538II | W   | 1966         |                        |             |
| 1514II                                              | W            | 1966           |                        | 1539II | W   | 1966         |                        |             |
| 1515II                                              | W            | 1966           |                        | 1540II | W   | 1966         |                        |             |
| 1516II                                              | W            | 1966           |                        | 1541II | W   | 1966         |                        |             |
| 1517II                                              | KV           |                |                        | 1542II | KV  |              |                        |             |
| 1518II                                              | W            | 1966           |                        | 1543II | W   | 1966         |                        |             |
| 1519II                                              | W            | 1966           |                        | 1544II | KV  |              |                        |             |
| 1520II                                              | W            | 1966           |                        | 1545II | W   | 1966         |                        |             |
| 1521II                                              | W            | 1966           |                        | 1546II | W   | 1966         |                        |             |
| 1522II                                              | O            | 1968           | Reko-Bw 2165 / 267 269 | 1547II | O   | 1968         | Reko-Bw 2174 / 267 278 |             |
| 1523II                                              | W            | 1966           |                        | 1548II | KV  |              |                        |             |
| 1524II                                              | W            | 1966           |                        | 1549II | W   | 1966         |                        |             |
| 1525II                                              | W            | 1967           | Museumswagen           | 1550II | KV  |              |                        |             |
| 1 KV – Kriegsverlust, O – BVG (Ost), W – BVG (West) |              |                |                        |        |     |              |                        |             |

Die Wagen waren als vierachsige Beiwagen mit Mitteleinstiegen konzipiert, welcher den Schaffnern die Abfertigung der Fahrgäste erleichtern sollte. Der Wagenkasten bestand aus einer Holz-Stahl-Konstruktion und wies eine Länge von 11,7 Metern auf. Die zweiflüglige Schiebetür hatte eine lichte Weite von 1,8 Metern. Die Wagen liefen auf Drehgestellen mit genieteten Pressrahmen. Der Wagenkasten ruhte auf kugeligen, durch einen Königszapfen geführten, Drehzapfen. Seitliche stützte sich der Wagenkasten über Gleitstücke auf den Drehgestellen ab. Die Abfederung des Wagenkastens zum Drehgestell erfolgte in der Wiege des Drehgestells. In einem Hohlträger, der quer zur Fahrtrichtung zwischen den Drehgestellen angeordnet war, lagerten zwei Blattfedern, die dort wiederum mit der Drehpfanne verbunden waren. Die Radsätze waren innengelagert. Dadurch mussten die herabgezogenen Seitenwände im Bereich der Drehgestelle nicht ausgespart werden. Der Außenanstrich erfolgte zunächst im Schema der 1920er Jahre. Die untere Hälfte des Wagenkastens sowie die Lüftungsklappen waren chromgelb lackiert, die Fensterreihe weiß, die Zwischenholme der Fenster waren dunkel gehalten und das Dach war grau lackiert. Ab 1934 wurden die Wagen im einheitlichen hellelfenbein lackiert.
Die Leermasse der Wagen der ersten Lieferung betrug 11,0 Tonnen; durch einige konstruktive Änderungen konnte sie bei der zweiten Lieferserie auf 10,5 Tonnen gesenkt werden. Die Wagen boten Platz für 88 Personen, davon waren 34 Sitzplätze in Form von Längsbänken, 20 Stehplätze im Einstiegsraum sowie je 17 Stehplätze im Wageninnern vorhanden. Durch den Einbau von Längsbänken war es unkritisch, dass die Radscheiben in den Wagenkasten ragten. Die gedrungene Bauart der Drehgestelle ermöglichte, den Fußboden auf 665 Millimeter über Schienenoberkante abzusenken, gegenüber 800 Millimetern bei den meisten anderen Fahrzeugen. Durch den Verzicht auf Querwänden und Türen im Wageninnern war der Innenraum sehr übersichtlich. Durch die gepolsterten Sitze, verchromten Haltegriffe sowie der Belüftung über die Seitenfenster und auf dem Dach angebrachten Flettner-Lüfter waren die Wagen beim Publikum sehr beliebt. Durch den Mitteleinstieg konnte zudem die Wartezeit an den Haltestellen erheblich verkürzt werden, da den Schaffnern Wege erspart blieben. An den Türen waren Schutzbretter angebracht, welche bei Fahrt verhinderten, dass Fahrgäste die Trittbretter betreten konnten. Diese Bretter wurden später entfernt.
Die Wagen waren mit Scheibenbremsen ausgerüstet, die Bremsscheiben saßen mittig auf den Achswellen. Die Zugbremse wurde durch einen Solenoid je Drehgestell betätigt, welcher vom Bremsstrom des Triebwagens gespeist wurde. Zudem wurden zwei kurbelbediente Handbremsen eingebaut. Da ein ruhiger Lauf der Wagen als auch ein geringer Verschleiß an den Radsätzen gefordert wurde, arbeitete die BVG an der Verbesserung der Radsätze. Dies führte Mitte der 1930er Jahre zum Einbau von gummigefederten Einringrädern. Die Gummieinlagen zwischen Radkörper und Radreifen sorgten einerseits für eine Geräuschdämpfung und fingen zusätzlich Stöße in horizontaler und vertikaler Richtung ab.
1951 erfolgte bei den 15 bei der BVG-Ost verbliebenen Beiwagen ein umfangreicher Umbau. Die Längssitze wurden durch Querbänke und die Glühlampen durch Leuchtstoffröhren ersetzt sowie die Flettner-Lüfter ausgebaut. Äußerlich wurden bei einigen Wagen die je sechs Fenster seitlich der Türen durch drei große Fenster ersetzt, diese Wagen erhielt auch Polstersitze. In den übrigen Wagen wurden Holzsitze eingebaut und die Fensterholme durchgehend in hellelfenbein lackiert. Beim Wagen 1534 wurde zudem die untere Scheuerleiste entfernt. In diesem Zustand liefen die Wagen bis zu ihrem Umbau 1968. Die 27 Wagen der BVG-West erhielten als größte Umbaumaßnahme im Jahr 1959 gemäß den Bestimmungen der BOStrab Signalschlussleuchten. In diesem Zustand verkehrten sie bis zu ihrer Ausmusterung 1966.